# Nicole Atkins
Nicole Atkins (Neptune Township, New Jersey, 1978. október 1. –) amerikai olasz (szicíliai) énekes–dalszerző és zeneszerző.

## Kislemezei
- 2007: Neptune City (Columbia)
- 2011: Mondo Amore (Razor & Tie)
- 2014: Slow Phaser (Oh'Mercy!)